# روتوایلر (سگ)
روتوایلر (به آلمانی: Rottweiler) یک نژاد سگ نگهبان است که خاستگاه آن به کشور آلمان و شهر روتوایل بازمی‌گردد. در گذشته این سگ جهت محافظت از احشام توسط گله دارها مورد استفاده قرار می‌گرفت اما بعدها صفات پسندیده این نژاد، آن را به عنوان سگ نگهبان به خوبی مطرح کرد. ارتفاع سگ نر ۶۰ تا ۶۸ سانتی‌متر و ارتفاع سگ ماده ۵۵ تا ۶۵ سانتی‌متر است. این سگ دارای گردنی قوی، سری پهن، گوش‌هایی کوچک و پوششی به رنگ سیاه و خرمایی است. این سگ نجابت و هنرمندی را توأم داراست. دمش کوتاه و افقی است. این سگ همیشه آماده دفاع از صاحبش است. خیلی وقت‌شناس است. این سگ زمان انجام وظیفه و ترک خدمت را به خوبی تشخیص می‌دهد. با اینکه ذاتاً خشن نیست ولی در عین حال در مقابل دشمن خطرناک است. نسبت به صاحبش همیشه مهربان و باوفا است. اطفال را دوست دارد. حافظه‌ای قوی دارد و آموخته‌هایش را هیچ‌گاه از یاد نمی‌برد. زندگی صمیمی را دوست دارد و با وجود سنگینی وزنش حرکات سریعی دارد.سابقه این نژاد به امپراتوری روم بازمی‌گردد. روتوایلر ۴۲ دندان به صورت کامل را دارد از این رو از ویژگی‌های این سگ فرمول دندانی کامل آن است.
 سگ روتوایلر در حدود ۸ الی ۱۰ سال عمر می‌کند. 

## گالری تصاویر

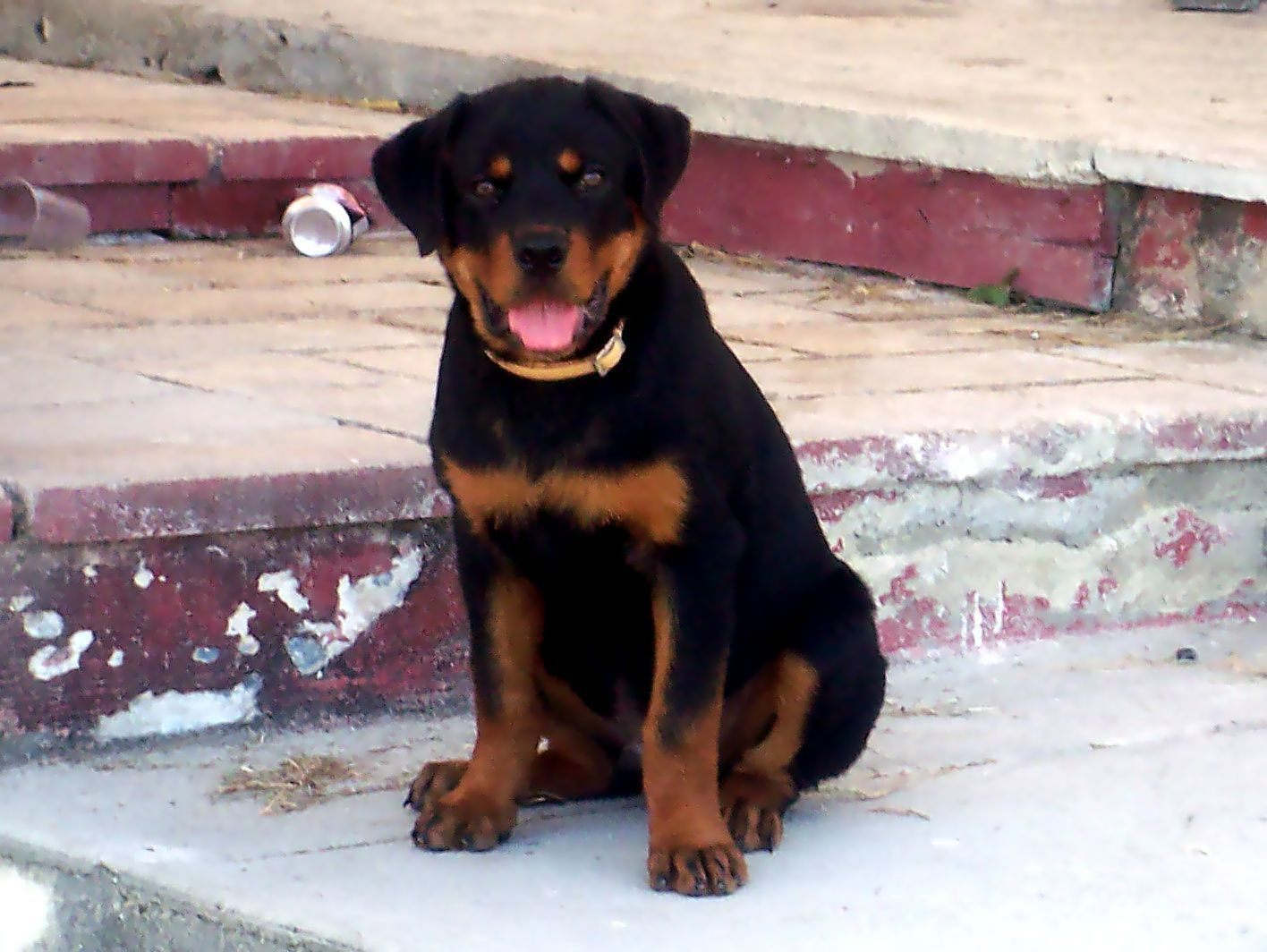
یک توله رات‌وایلر ۴ ماهه
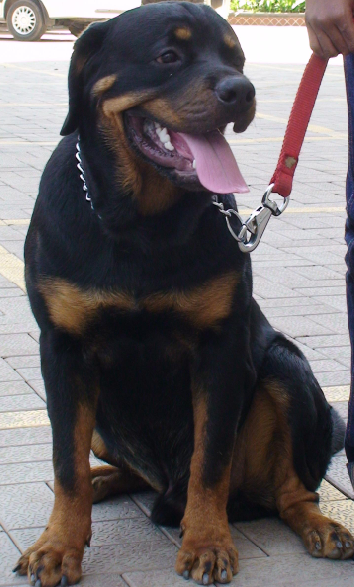
یک توله ۹ ماه نر رات‌وایلر
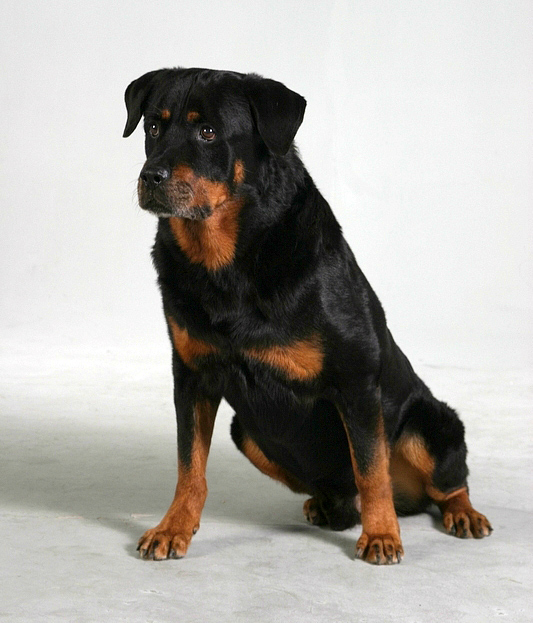
یک توله ۱۰ ساله رات‌وایلر
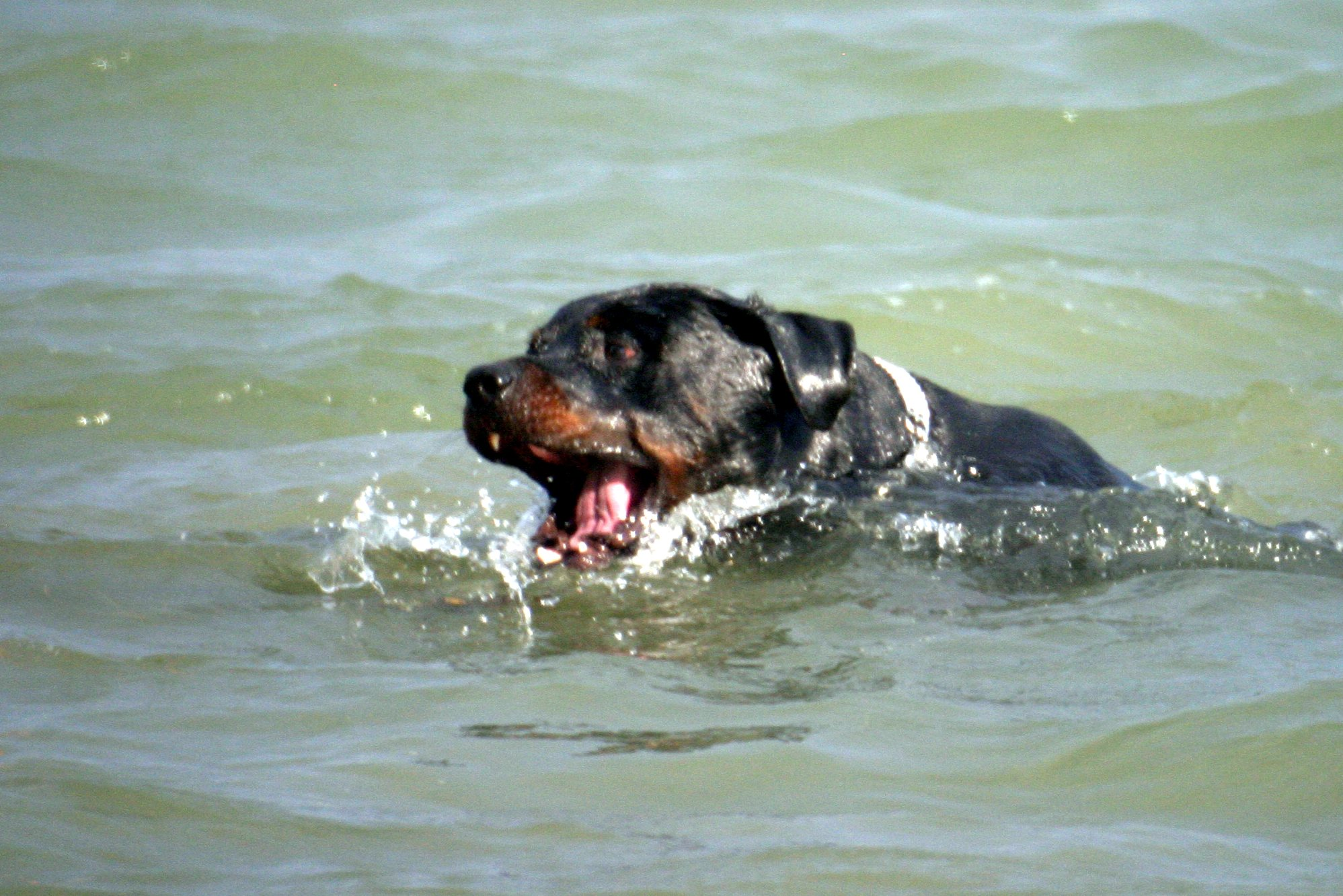
یک رات‌وایلر در حال شنا کردن
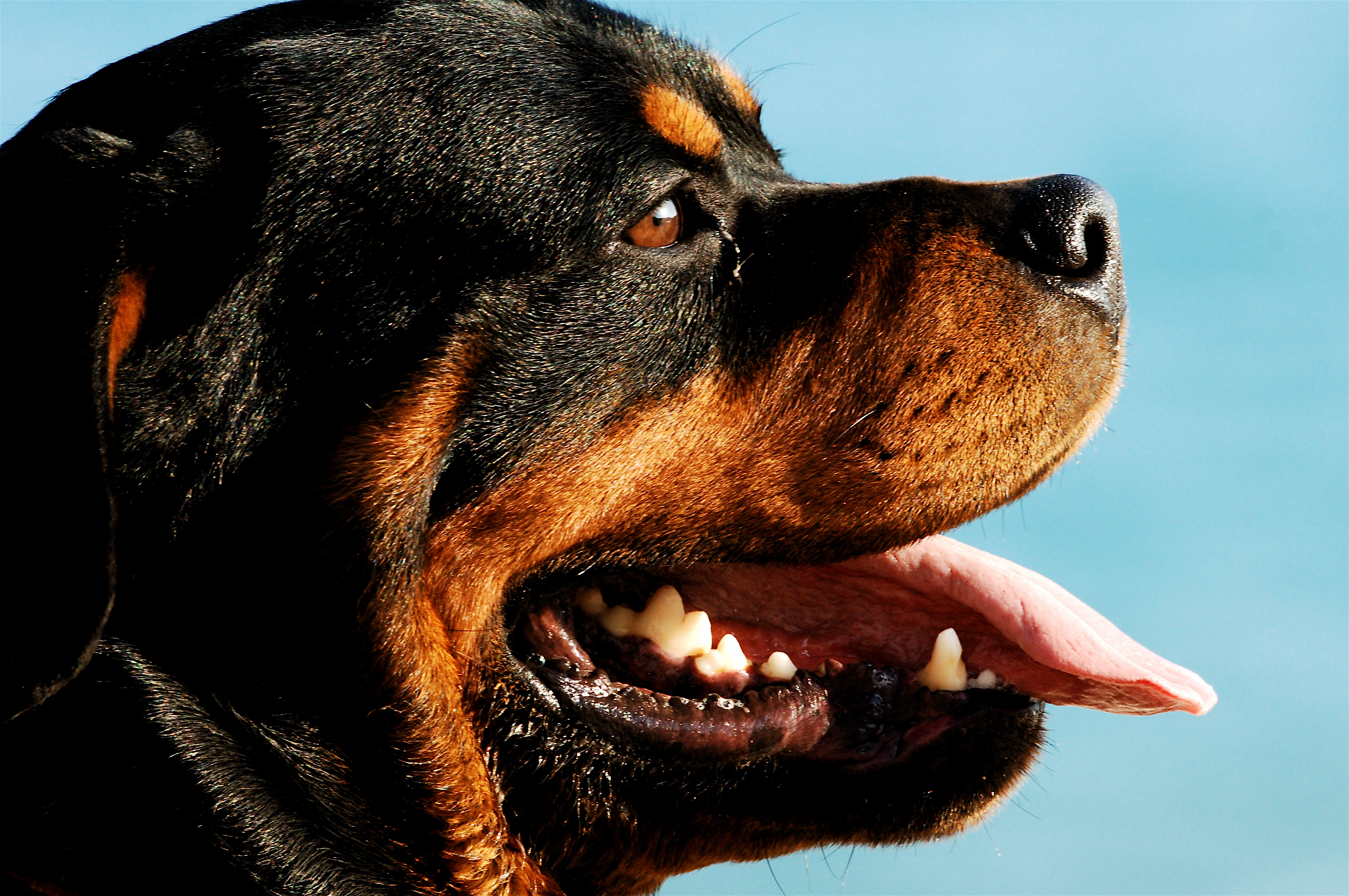
رات‌وایلر
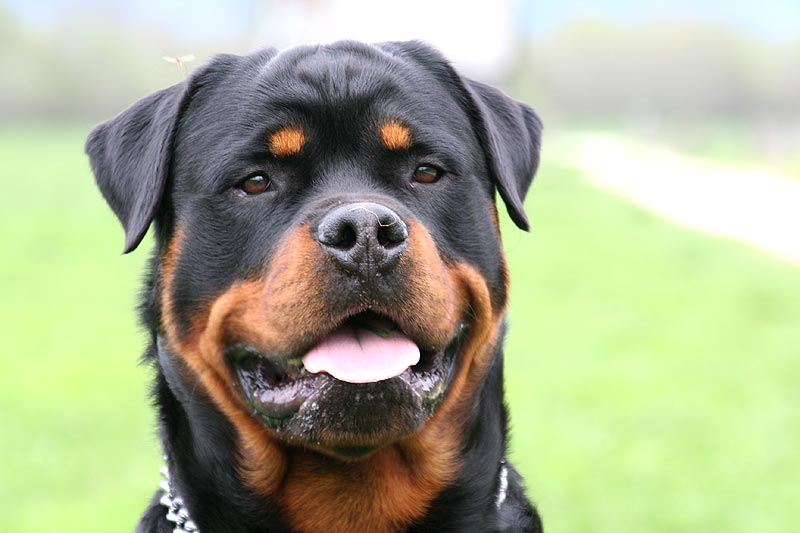
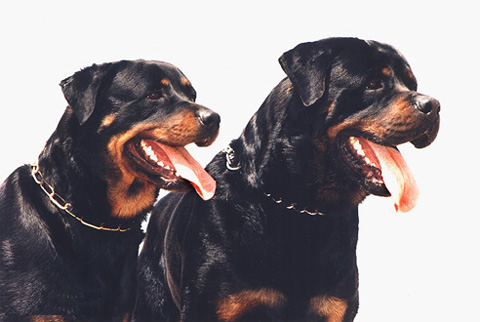